# Pablo Vilchez
Pablo Ezequiel Vilchez (Sanford, 4 de mayo de 1983) es un futbolista argentino, actualmente juega en la posición de delantero en Unión Casildense. 

## Trayectoria
En el 2014 logra ser el Máximo Goleador de Santamarina de Tandil en el Torneo Argentino A con 17 tantos y logra ascender a la Primera B Nacional.

En el 2015 ficha por el Club Atlético Temperley Equipo que disputa la Primera División del Fútbol Argentino.

## Clubes
| Club                    | País      | Año         | PJ | Goles |
| ----------------------- | --------- | ----------- | -- | ----- |
| Estudiantes de La Plata | Argentina | 2003 - 2004 | 0  | 0     |
| Defensa y Justicia      | Argentina | 2004        | 0  | 0     |
| Atlético Juventud       | Argentina | 2007        | 13 | 1     |
| Alumni de Casilda       | Argentina | 2008 - 2010 | 0  | 0     |
| San Martín              | Argentina | 2010 - 2011 | 11 | 5     |
| Racing de Córdoba       | Argentina | 2011 - 2012 | 35 | 11    |
| Sarmiento de Junín      | Argentina | 2012 - 2013 | 23 | 2     |
| Ramón Santamarina       | Argentina | 2013 - 2015 | 19 | 17    |
| Club Atlético Temperley | Argentina | 2015 - 2016 | 12 | 1     |
| Central Córdoba         | Argentina | 2016 -      | 21 | 1     |